# Панькі (гміна Хорощ)
Панькі (пол. Pańki) — село в Польщі, у гміні Хорощ Білостоцького повіту Підляського воєводства.
Населення — 343 особи (2011).
У 1975-1998 роках село належало до Білостоцького воєводства.

## Демографія
Демографічна структура станом на 31 березня 2011 року:
|          | Загалом | Допрацездатний вік | Працездатний вік | Постпрацездатний вік |
| -------- | ------- | ------------------ | ---------------- | -------------------- |
| Чоловіки | 172     | 39                 | 99               | 34                   |
| Жінки    | 171     | 32                 | 96               | 43                   |
| Разом    | 343     | 71                 | 195              | 77                   |